# 시간을 달리는 소녀 (2010년 영화)
시간을 달리는 소녀(時をかける少女 ときをかけるしょうじょ[*], Time Traveller, The Girl Who Leapt Through Time)는 쓰쓰이 야스타카의 원작 소설을 각색해 제작한 나카 리이사 주연의 영화이다.
캐치카피는 기억은 사라져도, 이 마음은 사라지지 않아. 시간을 넘어, 지금, 새로운 이야기가 시작된다.(記憶は消えても、この想いは消えない。時を超えて、今、新たな物語がはじまる。)

## 줄거리
대학 입학을 코 앞에 둔 요시야마 아카리는 대학에서 약학자로 일하고 있는 어머니 카즈코와 둘이서 살고 있다. 아버지는 아카리가 태어나자마자 카즈코를 버리고 떠나, 아카리에게는 아버지에 대한 기억이 거의 없다.
카즈코와 소꿉친구인 술집 주인 아사쿠라 고로가 집에서 찾았다며 사진과 라벤더가 든 봉투를 건넨다. 그 사진은 카즈코가 중학교 때 찍은 것이었지만, 함께 찍혀 있는 소년에 대해서는 짐작이 가지 않는 두 사람. 그리고 카즈코는 교통 사고를 당한다. 병원에서 일시적으로 의식을 찾은 카즈코는 무언가를 떠올리고, 아카리에게 "1972년 4월 6일로 돌아가 후카마치 카즈오를 만나야 한다"고 말한다.
아카리는 카즈코가 만든 약을 마시고 '1972년 4월 6일 중학교 실험실'이라 주문을 외워야 했지만, 실수로 '1974년 2월 6일'이라고 주문을 외워 버린다. 이상한 공간을 빠져나와 한 교실에 나타나지만 도착한 곳은 중학교 실험실이 아닌 어느 대학의 실험실. 우연히 실험실에 있던 청년 미조로기 료타의 머리 위로 떨어진 아카리는 료타를 졸라 며칠 신세지기로 한다. 료타는 SF를 좋아하는 청년으로, "어떤 사람을 만나러 2010년에서 날아왔다"는 판타지스러운 아카리의 설명을 듣고는 함께 후카마치 카즈오를 찾아 나선다.
카즈코에게서 받은 사진을 들고 카즈오를 이리저리 수소문해 보지만 모른다는 답변만 듣게 되는 아카리. 1974년의 카즈코를 찾아간 곳에서 젊은 시절의 고로를 만나고, 고로에게서 카즈코가 고교 입학과 동시에 요코하마로 이사를 했다는 소식을 듣는다. 아카리는 요코하마로 향해 카즈코를 만나지만, 카즈코는 사진 속의 소년을 전혀 모른다고 말한다.
후카마치 카즈오를 찾는 것에 막막한 아카리에게 신문에 사람을 찾는 광고를 내자고 하는 료타. 신문사 직원에게 사정해서 겨우 승낙 받은 광고가 나오는 날, 료타는 함께 SF 영화를 찍는 친구 코테츠에게 빌린 카메라로 벚나무 가로수길을 걷는 아카리의 뒷모습을 촬영한다. 그리고 광고로 약속을 정한 3월 2일, 실험실에서 기다리는 아카리 앞에 한 남자가 나타나는데….

## 캐스팅
괄호 안의 년도는 영화의 시간 흐름 상의 년도이다.
- 요시야마 아카리 : 나카 리이사
- 미조로기 료타 : 나카오 아키요시
- 요시야마 카즈코 : 야스다 나루미(2010년), 이시바시 안나(1974년)
- 아사쿠라 고로: 카츠무라 마사노부(2010년), 치요 쇼타(1974년)
- 후카마치 카즈오 : 이시마루 간지(2010년), 카토 코키(1972년)
- 고테츠(하세가와 마사미치) : 아오키 무네타카
- 모토미야 : 에모토 토키오
- 이치세 나츠코 : 키타키 마유
- 카도이 토오루 : 마츠시타 유야

## 스태프
- 감독 : 타니구치 마사아키
- 각본 : 칸노 토모에
- 촬영 : 우에노 슈고
- 조명 : 아카츠 준이치
- 미술 : 후나키 아이코
- 편집 : 미야지마 류지
- 녹음 : 오가와 타케시
- VFX 슈퍼바이저 : 코사카 잇슌
- 의상 : 미야모토 마리
- 헤어/메이크업 : 요코세 유미
- 음악 : 무라야마 타츠야
- 음악 프로듀서 : 다이 토모요시
- 주제가 : ノスタルジア - 이키모노가카리
- 삽입곡 : 時をかける少女 - 이키모노가카리
- 제작 : 애니플렉스, 에픽 레코드 재팬, 포스트&하트, 스타일잼, 크오라스, 한게임, 컬쳐컨비니언스클럽
- 배급 : 스타일잼
- 선전 : 미라클보이스
- WEB선전 : 디지털클럽
- 공식 사이트 : 프롬 옐로 투 오렌지

## 만화화
하시구치 미노루가 그린 《시간을 달리는 소녀 after》가 영에이스 2009년 Vol.4부터 2010년 Vol.8에 연재되었다.

## 같이 보기
- 시간을 달리는 소녀 - 원작
- 시간을 달리는 소녀 - 애니메이션